# Région de Sagaing
La région de Sagaing (birman : စစ်ကိုင်းတိုင်းဒေသကြီး) est une subdivision administrative de la Birmanie, située dans le Nord-ouest du pays aux latitude 21° 30' Nord et longitude 94° 97' Est. Elle est frontalière des États indiens du Nagaland et du Manipur au Nord, de l'État kachin, de l'État shan et de la région de Mandalay à l'Est, de la région de Mandalay et de la région de Magway au Sud (l'Irrawaddy formant l'essentiel de ces frontières Est et Sud), et de l'État Chin et de l'Inde à l'Ouest. Sa surface est de 93 527 km2, pour une population (1996) de plus de 5 300 000 personnes. Sa capitale est Sagaing, dans l'extrême sud de la région.
La région comporte 198 hameaux et villages, 38 municipalités et huit districts correspondant aux huit villes principales : Sagaing, Monywa, Shwebo, Katha, Kale, Tamu, Mawlaik et Hkamti. Mingun, célèbre pour sa cloche, se trouve près de Sagaing, accessible depuis Mandalay en traversant l'Irrawaddy.

## Démographie

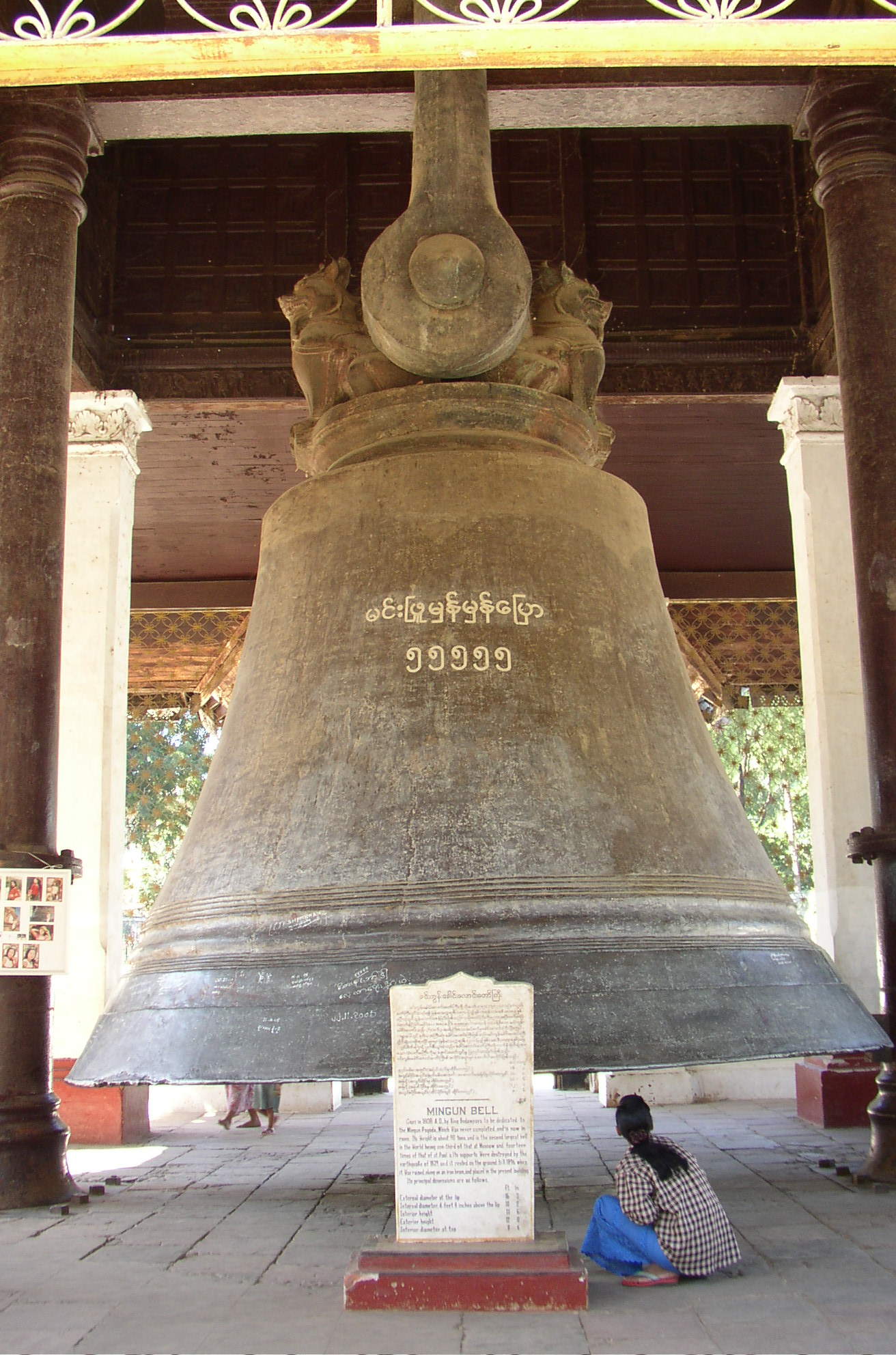
La cloche de Mingun (1808-1810)

Les Birmans sont le groupe ethnique majoritaire dans les régions sèches et le long de la voie de chemin de fer Mandalay-Myitkyina. Des Shans vivent dans la haute vallée de la Chindwin. Une importante minorité Naga habite les montagnes du Nord et du Nord-Ouest et des Chins celles du Sud. De plus petits groupes comme les Kadu et les Ganang vivent sur le haut cours de la Mu et de la Meza.
Le bouddhisme, l'animisme et le christianisme sont les religions dominantes.

## Économie
L'agriculture est l'activité principale. La culture la plus importante est le riz, qui occupe la plus grande part des terres arables. On cultive aussi le blé, le sésame, les arachides, les légumineuses, le coton et le tabac. Sagaing le principal producteur de blé en Birmanie, avec plus de 80 % de la production totale.
L'exploitation forestière a été importante dans la haute vallée de la Chindwin, avec du teck et d'autres bois durs. Comme ailleurs dans le pays, la reforestation est insuffisante et le couvert forestier se dégrade rapidement.
Les ressources minérales sont abondantes : or, charbon, sel gemme et un peu de pétrole. Il existe des industries textiles, du raffinage du cuivre, de l'or, et une fabrique de moteurs diesels. La région fabrique de la farine de riz, des huiles alimentaires, des planches, des fils de coton et des tissus. L'artisanat traditionnel produit de la poterie, des objets en argent, en bronze ou en fer et des laques.

## Histoire
Le sud de la région appartient au domaine historique des empires birmans. Cependant, Sagaing fut la capitale d'un royaume indépendant, le royaume de Sagaing (1315-1364), un des nombreux États apparus après la chute du royaume de Pagan en 1287.
La division elle-même fut créée par les Britanniques en 1900. Son découpage ne fut pas remis en cause au moment de l'indépendance birmane.